# Bedingte Wahrscheinlichkeit
Bedingte Wahrscheinlichkeit (auch konditionale Wahrscheinlichkeit) ist die Wahrscheinlichkeit des Eintretens eines Ereignisses {\displaystyle A} unter der Bedingung, dass das Eintreten eines anderen Ereignisses {\displaystyle B} bereits bekannt ist. Sie wird als {\displaystyle P(A\mid B)} geschrieben. Der senkrechte Strich ist als „unter der Bedingung“ zu lesen und wie folgt zu verstehen: Wenn das Ereignis {\displaystyle B} eingetreten ist, beschränken sich die Möglichkeiten auf die Ergebnisse in {\displaystyle B}. Damit ändert sich auch die Wahrscheinlichkeit; diese neue Wahrscheinlichkeit für das Ereignis {\displaystyle A} ist gegeben durch {\displaystyle P(A\mid B)}. Die bedingte Wahrscheinlichkeit kann also als Neueinschätzung der Wahrscheinlichkeit von {\displaystyle A} interpretiert werden, wenn die Information vorliegt, dass das Ereignis {\displaystyle B} bereits eingetreten ist.
Für einen verallgemeinerten, abstrakten Begriff von bedingten Wahrscheinlichkeiten als Zufallsvariablen siehe bedingter Erwartungswert.

## Motivation
Mitunter möchte man untersuchen, wie stark der statistische Einfluss einer Größe auf eine andere ist. Beispielsweise möchte man wissen, ob Rauchen ({\displaystyle R}) krebserregend ({\displaystyle K}) ist. Die logische Implikation würde fordern, dass der Schluss {\textstyle R\Rightarrow K} für alle Instanzen gilt, dass also jeder Raucher an Krebs erkrankt. Ein einziger Raucher, der keinen Krebs bekommt, würde die Aussage „Rauchen ruft mit logischer Sicherheit Krebs hervor“ beziehungsweise „Jeder Raucher bekommt Krebs“ falsifizieren. Dennoch, obwohl es Raucher ohne Krebs gibt, besteht ein statistischer Zusammenhang zwischen diesen beiden Ereignissen: Die Wahrscheinlichkeit, an Krebs zu erkranken, ist bei Rauchern erhöht. Diese Wahrscheinlichkeit ist die bedingte Wahrscheinlichkeit {\displaystyle P(K\mid R)}, dass jemand Krebs bekommt, unter der Bedingung, dass er Raucher ist.
Ebenso kann die Wahrscheinlichkeit statistisch untersucht werden, dass jemand raucht, unter der Bedingung, dass er Krebs hat. In der Wahrscheinlichkeitsrechnung ist somit zu beachten, dass der Begriff der Bedingung nicht an einen kausalen oder zeitlichen Zusammenhang gebunden ist. Die bedingte Wahrscheinlichkeit gibt ein Maß dafür an, wie stark der statistische Einfluss von {\displaystyle R} auf {\displaystyle K} ist. Sie kann als stochastisches Maß dafür angesehen werden, wie wahrscheinlich der Schluss {\displaystyle R\Rightarrow K} ist. Sie sagt aber, wie alle statistischen Größen, nichts über die etwaige Kausalität des Zusammenhangs aus.
Mit dieser Motivation kommt man zu folgender Definition.

## Definition
Wenn {\displaystyle A} und {\displaystyle B} beliebige Ereignisse sind und {\displaystyle P(B)>0} ist, dann ist die bedingte Wahrscheinlichkeit von {\textstyle A}, vorausgesetzt {\displaystyle B} (auch: die Wahrscheinlichkeit von {\textstyle A} unter der Bedingung {\textstyle B}), notiert als {\displaystyle P(A\mid B)}, definiert durch:
{\displaystyle P(A\mid B)={\frac {P(A\cap B)}{P(B)}}}
Darin ist {\displaystyle P(A\cap B)} die Wahrscheinlichkeit, dass {\displaystyle A} und {\displaystyle B} gemeinsam auftreten. {\displaystyle P(A\cap B)} wird gemeinsame Wahrscheinlichkeit, Verbundwahrscheinlichkeit oder Schnittwahrscheinlichkeit genannt. {\displaystyle A\cap B} bezeichnet dabei den mengentheoretischen Schnitt der Ereignisse {\displaystyle A} und {\displaystyle B}.
In diesem Zusammenhang heißt {\displaystyle B} bedingendes Ereignis und {\displaystyle A} bedingtes Ereignis.
Ältere Notationen für bedingte Wahrscheinlichkeiten sind {\displaystyle P_{B}(A)}, {\displaystyle P(A:B)}, {\displaystyle P(A/B)} und {\displaystyle (A,B)}. Nach 1950 hat sich die Notation {\displaystyle P(A\mid B)} durchgesetzt. Dabei darf der senkrechte Strich zwischen bedingtem und bedingendem Ereignis nicht mit dem Shefferschen Strich der Aussagenlogik verwechselt werden. Eine ältere, nicht mehr gebräuchliche Bezeichnung ist relative Wahrscheinlichkeit.

## Eigenschaften
- Es gilt {\displaystyle 0\leq P(A\mid B)\leq 1}.
- Wenn die beiden Ereignisse {\displaystyle A} und {\displaystyle B} unvereinbar sind ({\displaystyle A\cap B=\emptyset }), dann gilt {\displaystyle P(A\mid B)=0}.
- Wenn {\displaystyle B} das Ereignis {\displaystyle A} zur Folge hat ({\displaystyle B\subseteq A}), dann gilt {\displaystyle P(A\mid B)=1}.
- Wenn {\displaystyle (\Omega ,{\mathcal {A}},P)} ein Wahrscheinlichkeitsraum ist, dann können für ein fixiertes Ereignis {\displaystyle B\in {\mathcal {A}}} mit {\displaystyle P(B)>0} die bedingten Wahrscheinlichkeiten aller Ereignisse {\displaystyle A\in {\mathcal {A}}} unter {\displaystyle B} gebildet werden,

{\displaystyle P_{B}(A)=P(A\mid B),\quad A\in {\mathcal {A}}\;.}
Dann ist {\displaystyle P_{B}} eine Wahrscheinlichkeit (ein Wahrscheinlichkeitsmaß) auf {\displaystyle (\Omega ,{\mathcal {A}})} und daher {\displaystyle (\Omega ,{\mathcal {A}},P_{B})} ein Wahrscheinlichkeitsraum. Man nennt {\displaystyle P_{B}} die bedingte Wahrscheinlichkeit (von {\displaystyle P}) bzgl. {\displaystyle B}.

## Multiplikationssatz

Das Baumdiagramm illustriert.

Durch Umformen der Definitionsformel entsteht der Multiplikationssatz für zwei Ereignisse:
{\displaystyle P(A\cap B)=P(A\mid B)\cdot P(B).}
Verallgemeinert man den obigen Ausdruck des Multiplikationssatzes, der für zwei Ereignisse gilt, erhält man den allgemeinen Multiplikationssatz. Man betrachte dazu den Fall mit {\displaystyle n} Zufallsereignissen {\displaystyle A_{1},A_{2},\dotsc ,A_{n}}.
{\displaystyle {\begin{aligned}P\left(\bigcap _{k=1}^{n}A_{k}\right)&=P\left(A_{1}\right)\prod _{k=2}^{n}P\left(A_{k}\left|\bigcap _{j=1}^{k-1}A_{j}\right.\right)\\\\P\left(A_{1}\cap A_{2}\cap \dotsb \cap A_{n}\right)&=P\left(A_{1}\right)\cdot {\frac {P\left(A_{1}\cap A_{2}\right)}{P\left(A_{1}\right)}}\cdot {\frac {P\left(A_{1}\cap A_{2}\cap A_{3}\right)}{P\left(A_{1}\cap A_{2}\right)}}\dotsm {\frac {P\left(A_{1}\cap \dotsb \cap A_{n}\right)}{P\left(A_{1}\cap \dotsb \cap A_{n-1}\right)}}\\\\&=P(A_{1})\cdot P\left(A_{2}\mid A_{1}\right)\cdot P\left(A_{3}\mid A_{1}\cap A_{2}\right)\dotsm P\left(A_{n}\mid A_{1}\cap \dotsb \cap A_{n-1}\right)\end{aligned}}}
Dabei ist vorausgesetzt, dass alle bedingenden Ereignisse positive Wahrscheinlichkeit haben.
Besonders anschaulich ist hier das Rechnen mit einem Baumdiagramm, da hier das Diagramm gleichsam „mitrechnet“: Die Daten sind leicht einzusetzen und führen sequenziell an den richtigen Rechengang heran.

## Gesetz der totalen Wahrscheinlichkeit
Das Gesetz der totalen Wahrscheinlichkeit – auch als Satz von der totalen Wahrscheinlichkeit bekannt – gibt an, wie die Wahrscheinlichkeit eines Ereignisses aus bedingten Wahrscheinlichkeiten und den Wahrscheinlichkeiten bedingender Ereignisse bestimmt werden kann. Es gilt
{\displaystyle P(A)=P\left(A\mid B\right)\cdot P(B)+P\left(A\mid B^{\mathrm {c} }\right)\cdot P\left(B^{\mathrm {c} }\right),}
wobei {\displaystyle B^{\mathrm {c} }} das Gegenereignis zu {\displaystyle B} bezeichnet und die Wahrscheinlichkeiten {\displaystyle P(B)} und {\displaystyle P(B^{\mathrm {c} })} positiv sind. Die Wahrscheinlichkeit des Ereignisses {\displaystyle A} heißt in diesem Zusammenhang totale Wahrscheinlichkeit.
Es gibt eine Verallgemeinerung für abzählbar viele bedingende Ereignisse. Gegeben sei eine endliche oder abzählbar unendliche Indexmenge {\displaystyle J}. Für Ereignisse {\displaystyle B_{j}} mit {\displaystyle P(B_{j})>0} für alle {\displaystyle j\in J}, die eine Partition der Ergebnismenge {\displaystyle \Omega } bilden, die also paarweise disjunkt mit {\displaystyle \bigcup \limits _{j\in J}B_{j}=\Omega } sind, gilt
{\displaystyle P(A)=\sum _{j\in J}P\left(A\mid B_{j}\right)\cdot P\left(B_{j}\right)}.

## Stochastische Unabhängigkeit
Genau dann, wenn {\displaystyle A} und {\displaystyle B} stochastisch unabhängig sind, gilt:
{\displaystyle P(A\cap B)=P(A)\cdot P(B)},
was dann zu Folgendem führt:
{\displaystyle P(A\mid B)={\frac {P(A)\cdot P(B)}{P(B)}}=P(A)} bzw. {\displaystyle P(A\mid B)=P(A\mid B^{\mathrm {c} })}.
Anders gesagt: Egal, ob das Ereignis {\displaystyle B} stattgefunden oder nicht stattgefunden hat, ist die Wahrscheinlichkeit des Ereignisses {\displaystyle A} stets dieselbe.

## Satz von Bayes
Für den Zusammenhang zwischen {\displaystyle P(A\mid B)} und {\displaystyle P(B\mid A)} ergibt sich direkt aus der Definition und dem Multiplikationssatz der Satz von Bayes:
{\displaystyle P(A\mid B)={\frac {P(A\cap B)}{P(B)}}={\frac {P(B\cap A)}{P(B)}}={\frac {P(B\mid A)\cdot P(A)}{P(B)}}}.
Dabei kann {\displaystyle P(B)} im Nenner mit Hilfe des Gesetzes der totalen Wahrscheinlichkeit berechnet werden.

## Stetige Zufallsvariable
Für zwei reellwertige Zufallsvariablen {\displaystyle X}, {\displaystyle Y} mit gemeinsamer Dichte {\displaystyle f_{X,Y}} ist eine Dichte {\displaystyle f_{Y}} von {\displaystyle Y} gegeben durch
{\displaystyle f_{Y}(y)=\int f_{X,Y}(x,y)\,dx}.
Falls {\displaystyle f_{Y}(y)>0}, kann man eine bedingte Dichte {\displaystyle f_{X}(\,\cdot \,|Y=y)} von {\displaystyle X}, gegeben (oder vorausgesetzt) das Ereignis {\displaystyle \{Y=y\}}, definieren durch
{\displaystyle f_{X}(x|Y=y)\,=\,{\frac {f_{X,Y}(x,y)}{f_{Y}(y)}}}.
Statt {\displaystyle f_{X}(x|Y=y)} schreibt man auch {\displaystyle f_{X|Y=y}(x)} oder {\displaystyle f_{X|Y}(x,y)} für die bedingte Dichte. Die letztere Formel soll aber nicht wie die Dichte einer Zufallsvariable {\displaystyle X|Y} verstanden werden.
Die (eine) simultane Dichte von {\displaystyle X} und {\displaystyle Y} erhält man dann aus der Formel
{\displaystyle \,\!f_{X,Y}(x,y)=f_{Y}(y)f_{X}(x|Y=y)}.
Daraus lässt sich eine Form des Gesetzes der totalen Wahrscheinlichkeit herleiten:
{\displaystyle f_{X}(x)=\int f_{X,Y}(x,y)\,dy=\int f_{Y}(y)f_{X}(x|Y=y)\,dy.}
Dieser Vorgang wird als Marginalisierung bezeichnet.
Hierbei ist zu beachten, dass standardmäßig Dichten, die die gleichen Integralwerte liefern, dieselbe Wahrscheinlichkeitsverteilung repräsentieren. Dichten sind daher nicht eindeutig festgelegt. Eine zulässige Wahl für {\displaystyle f_{X,Y}}, {\displaystyle f_{X}}, und {\displaystyle f_{Y}} ist jede messbare Funktion, die im Integral die korrekten Wahrscheinlichkeiten für {\displaystyle P(X\in A,Y\in B)}, {\displaystyle P(X\in A)} bzw. {\displaystyle P(Y\in B)} für beliebige {\displaystyle A}, {\displaystyle B} ergibt. Die Funktion {\displaystyle f_{X}(\cdot |Y=\cdot )} muss
{\displaystyle P(X\in A,Y\in B)=\int _{B}f_{Y}(y)\int _{A}f_{X}(x|Y=y)\,dx\,dy}
erfüllen. Die oben angegebenen Formeln gelten somit nur bei passender Wahl der verschiedenen Dichten.
Eine gestutzte Wahrscheinlichkeitsverteilung kann als bedingte Wahrscheinlichkeitsverteilung interpretiert werden.

## Beispiele
Je nach dem Grad der Überlappung von zwei Ereignissen {\displaystyle A} und {\displaystyle B}, also der Größe der Schnittmenge {\displaystyle A\cap B}, kann der Eintritt von Ereignis {\displaystyle B} die Wahrscheinlichkeit, dass auch Ereignis {\displaystyle A} eingetreten ist, erhöhen oder verringern, und zwar bis auf 1 ({\displaystyle A} ist fast sicher eingetreten) oder bis auf 0 ({\displaystyle A} ist fast sicher nicht eingetreten).

### Beispiele mit Würfeln
Die nachstehenden Beispiele beziehen sich immer auf Würfe mit einem fairen Standardwürfel. Dabei bezeichnet die Schreibweise {\displaystyle A=\{1,2,3\}} ein Ereignis {\displaystyle A}, dass bei einem Wurf eine Eins, eine Zwei oder eine Drei gewürfelt wurde.

#### Sonderfälle
- {\displaystyle A\cap B=\emptyset }

{\displaystyle A} und {\displaystyle B} haben keine gemeinsamen Elemente. Wenn {\displaystyle B} eintritt, kann {\displaystyle A} daher nicht mehr eintreten und umgekehrt.
Beispiel:
Ereignis {\displaystyle A=\{1,2,3\},} Ereignis {\displaystyle B=\{4,5,6\}.} Wenn {\displaystyle B} eintritt (also eine Vier, eine Fünf oder eine Sechs gewürfelt wird), ist {\displaystyle A} sicher nicht mehr möglich.
{\displaystyle P(A\mid B)={\frac {P(A\cap B)}{P(B)}}={\frac {0}{P(B)}}=0}.
- {\displaystyle A\cap B=A}

Das Ereignis {\displaystyle A} ist eine Teilmenge des Ereignisses {\displaystyle B}.
Beispiel:
Ereignis {\displaystyle A=\{1,2\},} Ereignis {\displaystyle B=\{1,2,3\}.}
{\displaystyle P(A\mid B)={\frac {P(A\cap B)}{P(B)}}={\frac {P(A)}{P(B)}}={\frac {2/6}{3/6}}={\frac {2}{3}}}.
Die Wahrscheinlichkeit von {\displaystyle A} (hier a priori {\displaystyle P(A)={\tfrac {1}{3}}}) erhöht sich in diesem Fall umgekehrt proportional zur Wahrscheinlichkeit von {\displaystyle B} (hier {\displaystyle P(B)={\tfrac {1}{2}}}, die Wahrscheinlichkeit erhöht sich hier also um den Faktor 2).
Zur Berechnung der bedingten Wahrscheinlichkeit von {\displaystyle A} unter der Bedingung {\displaystyle B} genügt in diesem Fall also die Kenntnis der absoluten Wahrscheinlichkeiten {\displaystyle P(A)} und {\displaystyle P(B)}.
- {\displaystyle A\cap B=B}

Das Ereignis {\displaystyle A} ist eine Obermenge des Ereignisses {\displaystyle B} bzw. das Ereignis {\displaystyle B} ist eine Teilmenge des Ereignisses {\displaystyle A}.
Beispiel: {\displaystyle A=\{1,2,3\},B=\{1,2\}.} Wenn {\displaystyle B} eingetreten ist, muss daher {\displaystyle A} auch eingetreten sein.
{\displaystyle P(A\mid B)={\frac {P(A\cap B)}{P(B)}}={\frac {P(B)}{P(B)}}=1}.

#### Allgemeiner Fall
Allgemeiner benötigt man im Laplace-Experiment zur Berechnung der bedingten Wahrscheinlichkeit von {\displaystyle A} unter der Bedingung {\displaystyle B} die Anzahl der Elemente der Schnittmenge {\displaystyle A\cap B.}
Das Ereignis {\displaystyle A=\{4,5,6\}}, mindestens eine Vier (d. h. 4 oder höher) zu werfen, hat a priori die Wahrscheinlichkeit {\displaystyle P(A)={\tfrac {1}{2}}}.
Wenn nun bekannt ist, dass eine gerade Zahl gewürfelt wurde, dass also das Ereignis {\displaystyle B=\{2,4,6\}} eingetreten ist, dann ergibt sich die bedingte Wahrscheinlichkeit für {\displaystyle A} unter der Bedingung {\displaystyle B} wegen {\displaystyle A\cap B=\{4,6\}} zu
{\displaystyle P(A\mid B)={\frac {P(A\cap B)}{P(B)}}={\frac {2/6}{3/6}}={\frac {2}{3}}}.
Die bedingte Wahrscheinlichkeit ist in diesem Fall höher als die Ausgangswahrscheinlichkeit.
Wenn eine ungerade Zahl gewürfelt wurde, also das Ereignis {\displaystyle B=\{1,3,5\}} eingetreten ist, ist die bedingte Wahrscheinlichkeit für {\displaystyle A} unter der Bedingung {\displaystyle B} wegen {\displaystyle A\cap B=\{5\}} gleich
{\displaystyle P(A\mid B)={\frac {P(A\cap B)}{P(B)}}={\frac {1/6}{3/6}}={\frac {1}{3}}}.
Die bedingte Wahrscheinlichkeit ist in diesem Fall kleiner als die A-priori-Wahrscheinlichkeit.
Das Ereignis {\displaystyle A=\{1,2,3,4\}} hat a priori die Wahrscheinlichkeit {\displaystyle P(A)={\tfrac {2}{3}}}. Wenn wir wissen, dass das Ereignis {\displaystyle B=\{3,4,5,6\}} eingetreten ist, verändert sich die Wahrscheinlichkeit für {\displaystyle A} wegen {\displaystyle A\cap B=\{3,4\}} auf
{\displaystyle P(A\mid B)={\frac {P(A\cap B)}{P(B)}}={\frac {2/6}{4/6}}={\frac {1}{2}}}.
Auch in diesem Beispiel wird das Ereignis {\displaystyle A} durch das Eintreten des Ereignisses {\displaystyle B} unwahrscheinlicher, d. h., die Wahrscheinlichkeit, dass durch den Wurf das Ereignis {\displaystyle A} eingetreten ist, ist gegenüber der A-priori-Wahrscheinlichkeit kleiner geworden, weil durch den Wurf das Ereignis {\displaystyle B} jedenfalls eingetreten ist.

### Wurfmaschine

Bedingte Wahrscheinlichkeit als Teilflächen

Ein anschauliches Beispiel erlaubt es, bedingte Wahrscheinlichkeiten anhand von Mengendiagrammen unmittelbar zu verstehen. Betrachtet wird eine Wurfmaschine, die in zufälliger Weise irgendwelche Objekte (z. B. Bälle, Dartpfeile) auf eine bestimmte Fläche {\displaystyle M} (z. B. eine Wand) wirft, so dass Flächen gleicher Größe mit gleicher Wahrscheinlichkeit getroffen wird. Die Funktion {\displaystyle F} ordnet der Fläche {\displaystyle M} bzw. einer bestimmten Teilfläche {\displaystyle A} der Wand (z. B. einem beliebigen mit einem Stift markierten Kreis) ihren Flächeninhalt {\displaystyle F(M)} bzw. {\displaystyle F(A)} zu. Dann ist die Wahrscheinlichkeit {\displaystyle P(A)}, dass das Wurfgeschoss in {\displaystyle A} auftrifft, gleich dem Verhältnis der Teilfläche zur Gesamtfläche, also {\displaystyle P(A)=F(A)/F(M)}.
Nun sei zusätzlich vorausgesetzt, dass das Wurfgeschoss innerhalb einer anderen Teilfläche {\displaystyle B} aufgetroffen ist, die mit der Teilfläche {\displaystyle A} überlappt. Dann ist die Wahrscheinlichkeit {\displaystyle P(B)}, dass das Wurfgeschoss in {\displaystyle B} auftrifft, {\displaystyle P(B)=F(B)/F(M)}.
Die bedingte Wahrscheinlichkeit {\displaystyle P(A\mid B)}, dass das Geschoss unter der zusätzlichen Voraussetzung auch gleichzeitig innerhalb der überlappenden Teilfläche {\displaystyle A} auftrifft, ist proportional dem Flächeninhalt desjenigen Teils der Fläche {\displaystyle A}, der auch in {\displaystyle B} liegt, also dem Flächeninhalt {\displaystyle F(A\cap B)} der Schnittmenge {\displaystyle A\cap B}. Umgekehrt ist für eine gleich groß ausfallende Schnittmenge {\displaystyle A\cap B} umso weniger wahrscheinlich, dass ein in {\displaystyle B} auftreffendes Wurfgeschoss auch in {\displaystyle A\cap B} auftrifft, je größer {\displaystyle F(B)} vorausgesetzt ist. Also ist {\displaystyle P(A\mid B)} umgekehrt proportional zu {\displaystyle P(B)}.
Somit ergibt sich die Wahrscheinlichkeit eines Auftreffens in {\displaystyle A} bei zusätzlich vorausgesetztem Auftreffen in {\displaystyle B} als bedingte Wahrscheinlichkeit {\displaystyle P(A\mid B)=F(A\cap B)/F(B)=P(A\cap B)/P(B)}, also definitionsgemäß.

### Weitere Beispiele
- Beispielsweise ist die bedingte Wahrscheinlichkeit {\displaystyle P({\text{die Erde ist nass}}\mid {\text{es regnet}})} (die Erde ist nass, wenn es regnet) meist groß, denn unter der Voraussetzung, dass es zu einem Zeitpunkt regnet, sollte man erwarten, dass die Erde nass wird. Bedingte Wahrscheinlichkeit fragt also nach, wie wahrscheinlich ein Ereignis ist, wenn ich ein anderes bereits kenne. In unserem Beispiel weiß ich, dass es regnet, und frage mich, wie groß die Wahrscheinlichkeit ist, dass die Erde nass ist. Offensichtlich unterscheidet sich die bedingte Wahrscheinlichkeit von der unbedingten.

- Die Wahrscheinlichkeit, dass jemand, der französisch spricht, ein Franzose ist, ist weder gleich groß der Wahrscheinlichkeit, dass jemand, der ein Franzose ist, auch französisch spricht, noch ergänzen sich beide Wahrscheinlichkeiten auf 100 %.

- People v. Collins (1968): In diesem Strafprozess in Kalifornien wurde ein Angeklagter unter anderem deswegen zu Unrecht als Bankräuber verurteilt, weil gemäß Zeugenaussagen der Täter – genau wie der Angeklagte – sowohl einen Bart als auch einen Schnurrbart trug, was als selten angesehen wurde. Wer einen Bart trägt, trägt aber sehr oft auch einen Schnurrbart – das Gericht legte seinem Fehlurteil nicht die bedingten Wahrscheinlichkeiten zugrunde, wie es korrekt gewesen wäre. Es handelt sich hierbei um einen sogenannten Trugschluss des Staatsanwalts.

- Auslosungen im Sport: Im Jahr 2013 standen zwei deutsche und zwei spanische Mannschaften im Halbfinale der Champions League. Die Wahrscheinlichkeit, dass in dieser Konstellation ein rein deutsches und ein rein spanisches Halbfinale ausgelost werden, beträgt ein Drittel, nicht etwa fünfzig Prozent. Gesucht ist die Wahrscheinlichkeit, dass als zweiter Verein der zweite deutsche (spanische) Verein gezogen wird, unter der Bedingung, dass als erste Mannschaft ein deutscher (spanischer) Verein aus dem Lostopf gezogen wurde. Wenn aber als erste Mannschaft ein deutscher (spanischer) Verein gezogen wurde, ist nur noch eine von drei in der Lostrommel verbliebenen Mannschaften ebenfalls deutsch (spanisch). Daher ist die gesuchte Wahrscheinlichkeit 1⁄3. Das zeigt sich auch darin, dass in diesem Fall sechs Paarungen möglich sind. Die Option eines rein deutschen (spanischen) Finalspiels steht also zwei anderen Optionen gegenüber. Dieser einfache Fall ist auch elementar ohne bedingte Wahrscheinlichkeit lösbar: Jede der vier Mannschaften bekommt mit gleicher Wahrscheinlichkeit eine der drei anderen Mannschaften zugelost. Nur eine dieser drei Mannschaften kommt aus dem gleichen Land. Also beträgt die gesuchte Wahrscheinlichkeit 1⁄3.
- In der Medizin besteht ebenfalls oft eine nur bedingte Wahrscheinlichkeit (Konditionalität) für die Ursache (Kausalität) bzw. Ätiologie einer Krankheit.[1]